# Horní Kozolupy
Horní Kozolupy – miejscowość i gmina (obec) w Czechach, w kraju pilzneńskim, w powiecie Tachov. W 2022 roku liczyła 251 mieszkańców.